# 거품경제
거품경제(영어: Economy bubble) 또는 버블경제는 현재 자산 가격이 근원적인 장기적 내재 가치를 크게 초과하는 시기이다. 버블은 성장 규모와 지속 가능성에 대한 지나치게 낙관적인 예측(닷컴 버블 등)이나, 투자를 할 때 내재 가치가 더 이상 중요하지 않다는 믿음(튤립파동 등)으로 인해 발생할 수 있다. 이러한 버블은 주식 (광란의 20년대 등), 상품 (우라늄 버블 등), 부동산 (2000년대 미국 주택 버블 등), 심지어는 난해한 자산(암호화폐 버블 등)을 포함한 대부분의 자산 등급에서 나타났다. 버블은 일반적으로 시장의 과도한 유동성과 투자자 심리 변화로 인해 발생한다. 대규모 다중 자산 버블(1980년대 일본 자산 버블과 2020~21년 에브리싱 버블 등)은 중앙은행의 유동성(연준 풋의 과도한 사용 등)에 기인한다.
버블의 초기 단계에서 많은 투자자들은 버블을 버블로 인식하지 못한다. 사람들은 가격이 오르는 것을 보고 종종 정당하다고 생각한다. 따라서 버블은 일반적으로 버블이 "터진" 후 가격이 폭락한 후에야 비로소 확정적으로 식별된다.

## 용어의 유래

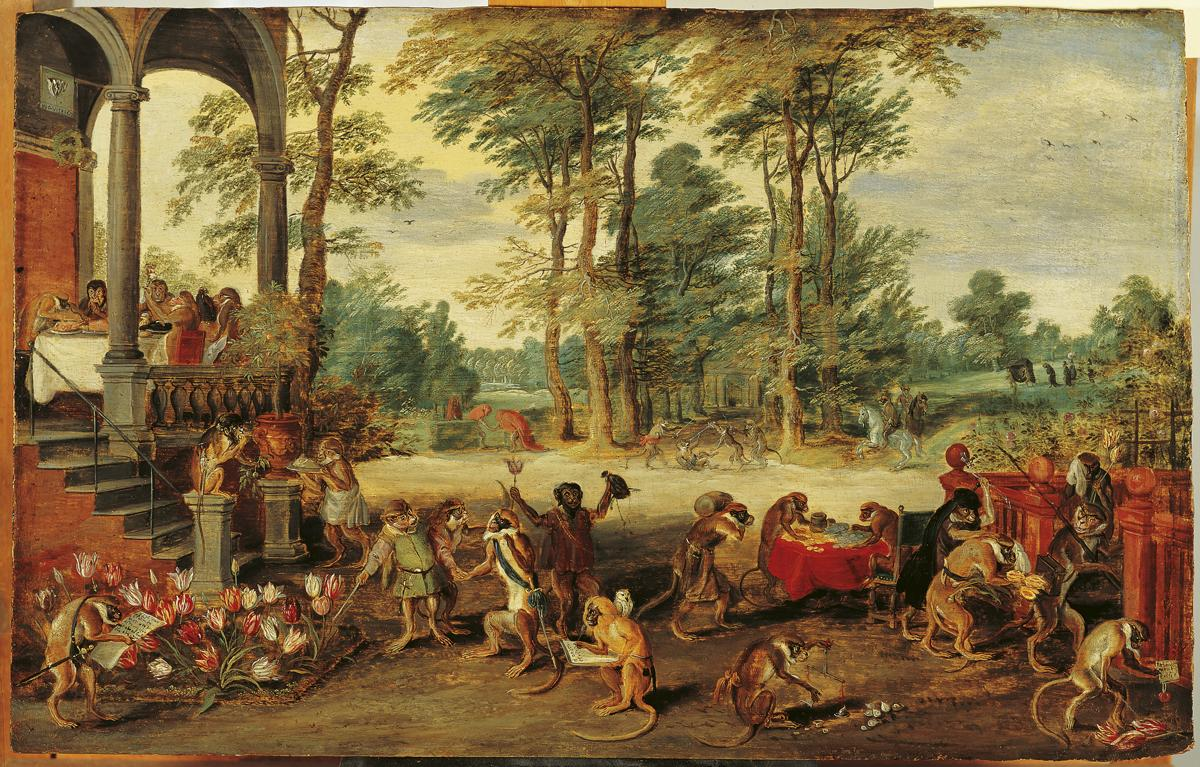
얀 브뤼헐 2세의 튤립파동 풍자 (c. 1640)

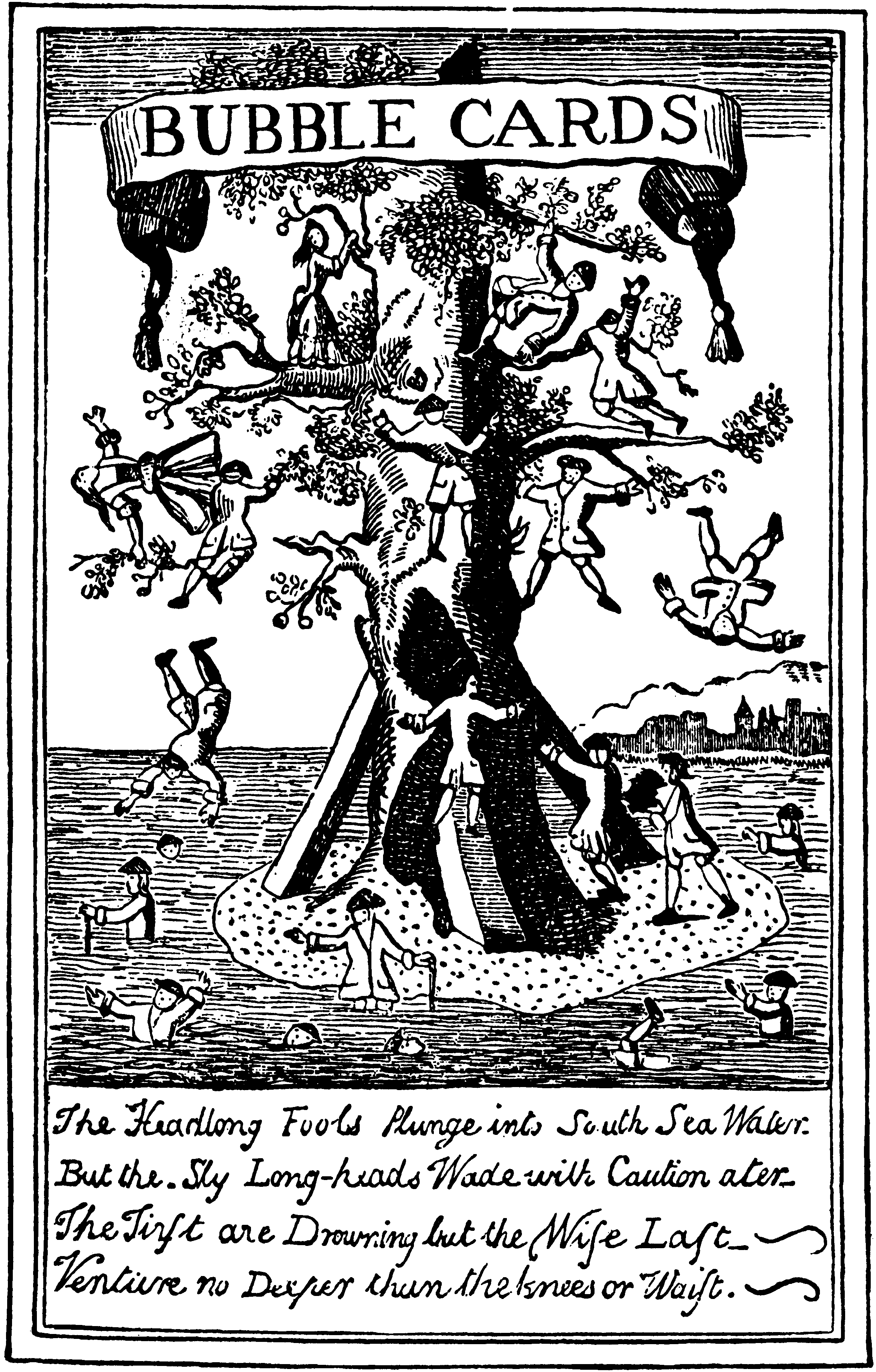
남해회사 버블 카드

"버블"이라는 용어는 금융위기와 관련하여 1711년에서 1720년 사이에 일어난 영국의 남해회사 버블에서 유래했으며, 원래는 위기 자체보다는 회사와 부풀려진 주식을 지칭했다. 이는 최초의 근대 금융위기 중 하나였으며, 다른 사건들은 네덜란드의 튤립파동처럼 "광기(mania)"로 불렸다. 이 은유는 주식 가격이 부풀려져 있고 취약하며, 공기만으로 팽창하여 실제로 발생한 것과 같이 갑작스럽게 터질 수 있음을 나타냈다.
일부 후대 논평가들은 이러한 은유를 확장하여 갑작스러움을 강조하며, 경제 버블이 "거품이 터지는 것처럼 갑자기, 아무것도 없이 끝난다"고 제안했다. 그러나 부채 디플레이션과 금융 불안정 가설과 같은 금융 위기 이론들은 대신 버블이 점진적으로 터지며, 가장 취약한(가장 레버리지가 높은) 자산이 먼저 실패하고 그 다음 붕괴가 경제 전반으로 확산된다고 제안한다.

## 유형
버블에는 여러 유형이 있으며, 경제학자들은 주로 두 가지 주요 유형의 버블에 관심을 갖는다: 주식 버블과 부채 버블.

### 주식 버블
주식 버블은 유형 투자와 수요가 많은 합법적인 시장을 만족시키려는 지속 불가능한 욕구로 특징지어진다. 이러한 버블은 쉬운 유동성, 유형 및 실제 자산, 그리고 신뢰를 높이는 실제 혁신으로 특징지어진다. 사업 주기에 자금을 투입하면 혁신 프로세스를 가속화하고 더 빠른 생산성 성장을 촉진할 수 있다. 주식 버블의 세 가지 예로는 튤립파동, 암호화폐 버블, 닷컴 버블이 있다.

### 부채 버블
부채 버블은 비실존 시장에서 증가하는 수요를 충족시킬 능력이 거의 없는 무형 또는 신용 기반 투자로 특징지어진다. 이러한 버블은 실제 자산에 의해 뒷받침되지 않으며 이익이나 담보를 돌려받기를 희망하는 경솔한 대출에 기반한다. 이러한 버블은 보통 정부가 법정 통화를 더 이상 유지할 수 없을 때 부채 디플레이션을 유발하여 뱅크런이나 외환위기로 끝난다. 예로는 광란의 20년대 주식 시장 버블(대공황을 야기)과 미국 주택 버블(대침체를 야기)이 있다.

## 영향
경제 버블의 영향은 경제학파 내에서 그리고 학파 간에 논쟁의 여지가 있다. 일반적으로 버블은 유익하다고 여겨지지 않지만, 버블의 형성 및 붕괴가 얼마나 해로운지는 논쟁 중이다.
주류경제학 내에서 많은 이들은 버블을 사전에 식별할 수 없고, 형성을 막을 수 없으며, 버블을 "터뜨리려는" 시도가 금융위기를 야기할 수 있다고 믿는다. 대신 당국은 버블이 저절로 터지기를 기다린 후, 통화 정책과 재정 정책을 통해 그 여파를 처리해야 한다고 본다.
정치경제학자 로버트 E. 라이트는 버블을 사전에 높은 확신을 가지고 식별할 수 있다고 주장한다.
또한, 경제 버블 이후에 흔히 따르는 붕괴는 막대한 부를 파괴하고 지속적인 경제 침체를 야기할 수 있다. 이러한 관점은 특히 어빙 피셔의 부채 디플레이션 이론과 관련이 깊으며, 포스트케인지언경제학에서 자세히 설명된다.
장기간의 낮은 위험 프리미엄은 자산 가격 디플레이션의 침체를 단순히 연장시킬 수 있으며, 이는 1930년대의 대공황과 1990년대의 일본의 거품 경제의 경우에서 그러했다. 붕괴의 여파는 한 국가의 경제를 황폐화시킬 뿐만 아니라, 그 영향은 국경을 넘어 반향을 일으킬 수도 있다.

### 소비에 미치는 영향
경제 버블의 또 다른 중요한 측면은 소비 습관에 미치는 영향이다. 과대평가된 자산을 보유한 시장 참여자들은 자신들이 더 부유하다고 "느끼기" 때문에 더 많이 지출하는 경향이 있다(부의 효과). 많은 관찰자들은 최근 영국, 오스트레일리아, 뉴질랜드, 스페인, 그리고 미국 일부 지역의 주택 시장을 이러한 효과의 예시로 들고 있다. 버블이 필연적으로 터지면, 이러한 과대평가된 자산을 보유한 사람들은 부의 감소를 느끼고 동시에 재량 지출을 줄이는 경향이 있어 경제 성장을 저해하거나, 더 나쁘게는 경제 둔화를 악화시킨다.
중앙은행이 있는 경제에서는 은행이 자산 가격 상승을 주시하고 금융 자산의 높은 투기 활동 수준을 억제하기 위한 조치를 취할 수 있다. 이는 일반적으로 이자율(즉, 돈을 빌리는 비용)을 인상함으로써 이루어진다. 역사적으로 이것이 중앙은행이 취한 유일한 접근 방식은 아니다. 일부는 중앙은행이 개입하지 않고 버블이 있다면 자연스럽게 진행되도록 두어야 한다고 주장한다.

## 경제학에서
투자자 조지 소로스는 그의 스승인 칼 포퍼(1957)가 제시한 아이디어에 영향을 받아, 그의 1987년 저서 '금융의 연금술'에서 처음으로 공개적으로 주장하며 경제학에 대한 자기 반사의 중요성을 적극적으로 홍보했다. 그는 이 원리를 적용하여 시장 행동에 대한 통찰력을 얻은 것이 자신의 금융 경력 성공의 주요 요인이라고 생각한다.
자기반성은 시장이 균형을 향해 움직이며 불균형 변동은 곧 수정될 단순한 무작위 노이즈라고 규정하는 일반균형이론과 일치하지 않는다. 균형 이론에서 장기적인 균형 가격은 가격에 영향을 받지 않는 근원적인 경제적 펀더멘털을 반영한다. 자기반성은 가격이 실제로 펀더멘털에 영향을 미치고, 새로이 영향을 받은 펀더멘털이 기대를 변화시켜 가격에 영향을 미치며, 이 과정이 자기 강화 패턴으로 계속된다고 주장한다. 이 패턴이 자기 강화적이기 때문에 시장은 불균형으로 향하는 경향이 있다. 조만간 시장은 심리가 역전되어 부정적인 기대가 하락 방향으로 자기 강화되는 지점에 도달하며, 이는 잘 알려진 호황과 불황 주기를 설명한다. 소로스가 인용하는 예시는 대출의 경기 순응적 성격, 즉 가격이 상승할 때 은행이 부동산 대출 기준을 완화하고, 부동산 가격이 하락할 때 기준을 높여 호황과 불황 주기를 강화하는 경향이다. 그는 또한 부동산 가격 인플레이션이 본질적으로 자기반사적인 현상이라고 제안한다. 주택 가격은 은행이 구매에 대해 기꺼이 지원하는 금액에 영향을 받으며, 이 금액은 은행이 해당 부동산이 받을 가격에 대한 추정치에 의해 결정된다.
소로스는 자기반사성의 원리를 이해하는 것이 그에게 "우위"를 주었으며, 이것이 그가 트레이더로서 성공하는 데 주요 요인이라고 종종 주장해 왔다. 수십 년 동안 주류 경제계에서는 이 원리가 거의 받아들여지지 않았지만, 2008년 금융 위기 이후 그의 이론에 대한 학술지, 경제학자, 투자자들의 관심이 증가했다.
경제학자이자 파이낸셜 타임스의 전 칼럼니스트인 아나톨 칼레츠키는 소로스의 자기반사성 개념이 중국 경제와 중국 정부의 경제 관리를 이해하는 데 유용하다고 주장했다.
"현대 금융의 아버지"로 불리는 노벨 경제학상 수상자 유진 파마는 경제 버블을 식별할 수 있다는 개념에 회의적인 입장을 표명했다. 그는 어떤 것이 버블이 되려면 그 끝이 사후가 아닌 실시간으로 예측되어야 한다고 주장한다. 그는 버블에 대한 일반적인 수사학은 검증 가능한 명제나 버블을 측정하는 방법을 제시하지 않는다고 주장한다.

## 원인
버블은 합리적일 수 있고, 내재적일 수 있으며, 전염성이 있을 수 있다고 제안되었다. 현재까지 버블의 발생을 설명하는 널리 받아들여지는 이론은 없다. 최근 컴퓨터로 생성된 에이전시 모델은 과도한 레버리지가 금융 버블을 유발하는 핵심 요인이 될 수 있음을 시사한다.
일부에게는 놀랍게도, 불확실성이 제거되고 시장 참가자들이 예상되는 배당 흐름을 단순히 조사하여 자산의 내재 가치를 계산할 수 있어야 하는 매우 예측 가능한 실험 시장에서도 버블이 발생한다. 그럼에도 불구하고, 비즈니스 학생, 관리자, 전문 트레이더와 같은 참가자들이 포함된 실험 시장에서도 버블이 반복적으로 관찰되었다. 실험 버블은 공매도, 증거금 매매, 내부자 거래를 포함한 다양한 조건에서도 견고함이 입증되었다.
버블의 원인에 대한 명확한 합의는 없지만, 버블이 제한된 합리성이나 더 큰 바보 이론에서 가정하는 타인의 비합리성에 대한 가정으로 인해 발생하는 것은 아니라는 증거가 있다. 또한 시장 참여자들이 자산 가격을 정확히 책정할 수 있을 때에도 버블이 나타난다는 것이 입증되었다. 나아가, 투기가 불가능하거나 과도한 자신감이 없을 때에도 버블이 나타난다는 것이 입증되었다.
자산 버블 형성에 대한 최근 이론들은 버블이 사회학적으로 주도되는 현상일 가능성이 높으므로, 근본적인 요인이나 인간 행동의 단편적인 부분만 포함하는 설명은 기껏해야 불완전하다고 제안한다. 예를 들어, 질적 연구자 프레스턴 티터와 요르겐 샌드버그는 시장 투기가 당시의 지배적인 제도에 깊이 뿌리박혀 있고 지지받는 문화적으로 특정된 내러티브에 의해 주도된다고 주장한다. 그들은 혁신, 쉬운 신용, 느슨한 규제, 국제화된 투자 시기에 버블이 형성되는 것과 같은 요인들이 자산 버블 성장에 내러티브가 그러한 영향력 있는 역할을 하는 이유라고 언급한다.

### 유동성
버블의 한 가지 가능한 원인은 금융 시스템 내의 과도한 통화 유동성으로, 이는 은행의 느슨하거나 부적절한 대출 기준을 유발하며, 시장을 단기 레버리지 투기로 인한 불안정한 자산 가격 인플레이션에 취약하게 만든다. 예를 들어, 전 독일 연방은행 총재 악셀 A. 베버는 "과거는 낮은 이자율과 결합된 글로벌 금융 시장의 지나치게 관대한 유동성 공급이 자산 가격 버블 형성을 촉진한다는 것을 보여주었다"고 주장했다.
설명에 따르면, 과도한 통화 유동성(쉬운 신용, 큰 가처분 소득)은 부분 준비금 은행이 확장적 통화 정책(즉, 이자율 인하 및 금융 시스템에 통화 공급 유입)을 시행하는 동안 잠재적으로 발생한다. 이 설명은 경제 철학에 따라 특정 세부 사항이 다를 수 있다. 통화 공급이 중앙은행에 의해 외생적으로 통제된다고 믿는 사람들은 '확장적 통화 정책'을 해당 은행과 (존재한다면) 통치 기관 또는 제도에 귀속시킬 수 있다. 통화 공급이 은행 부문에 의해 내생적으로 생성된다고 믿는 다른 사람들은 그러한 '정책'을 금융 부문 자체의 행동에 귀속시키고, 국가를 수동적이거나 반응적인 요인으로 본다. 이것은 부분 지급 준비 제도 및 단기 이자율을 올리거나 내리려는 중앙은행의 노력과 같은 중앙 또는 상대적으로 사소/무의미한 정책이 경제 버블의 생성, 인플레이션 및 궁극적인 붕괴에 대한 관점에 얼마나 중요한지 결정할 수 있다. 그러나 이자율에 초점을 맞춘 설명은 공통된 형태를 취하는 경향이 있다. 이자율이 지나치게 낮게 설정되면 (어떤 메커니즘을 통해 이루어지든) 투자자들은 자본을 저축 계좌에 예치하는 것을 피하는 경향이 있다. 대신 투자자들은 은행에서 빌려 자본을 레버리지하고 주식 및 부동산과 같은 금융 자산에 레버리지 자본을 투자하는 경향이 있다. 투기와 폰지 사기와 같은 위험한 레버리지 행동은 점점 더 취약한 경제로 이어질 수 있으며, 버블이 터질 때까지 자산 가격을 인위적으로 상승시키는 요인이 될 수도 있다.
하지만 이러한 [지속적인 경제 위기]는 단순히 일련의 무관한 사고가 아니다. 대신 우리가 보고 있는 것은 너무 많은 돈이 너무 적은 투자 기회를 쫓을 때 일어나는 일이다.
경제 버블은 너무 많은 돈이 너무 적은 자산을 쫓을 때 자주 발생하며, 이는 좋은 자산과 나쁜 자산 모두가 그 펀더멘털을 넘어 지속 불가능한 수준으로 과도하게 가치를 높이게 한다. 일단 버블이 터지면, 가격 하락은 지속 불가능한 투자 계획(특히 투기적이거나 폰지 투기, 그러나 배타적이지는 않음)의 붕괴를 초래하며, 이는 소비자의 (그리고 투자자의) 신뢰 위기로 이어져 금융 패닉 및 금융 위기를 초래할 수 있다. 중앙은행과 같은 통화 당국이 있다면, 통화의 붕괴를 막기 위해 금융 시스템의 유동성을 흡수하는 조치를 취할 수 있다. 여기에는 금융 시스템에 대한 구제금융과 같은 조치뿐만 아니라, 일반적으로 '긴축 통화 정책'이라고 불리는 통화 완화 추세를 역전시키는 다른 조치도 포함될 수 있다.
이러한 조치에는 이자율 인상이 포함될 수 있으며, 이는 투자자들을 더욱 위험 회피적으로 만들어 레버리지 자본의 비용이 너무 비싸져 이를 피하게 하는 경향이 있다. 또한 강력한 경제 성장기에 선제적으로 취하는 대책도 있을 수 있다. 예를 들어, 자본 준비금 요건을 높이고 과도한 확장과 과도한 채무 레버리지를 초래하는 과정을 억제 및 방지하는 규제를 시행하는 것이다. 이상적으로는 이러한 대책이 경제가 강할 때 금융 기관을 강화하여 침체의 영향을 완화한다.
경제에서 신용 화폐의 역할을 강조하는 관점을 지지하는 사람들은 (그러한) 버블을 "신용 버블"이라고 부르며, 버블을 식별하기 위해 GDP 대비 부채 비율과 같은 금융 레버리지 측정치를 사용한다. 일반적으로 경제 버블의 붕괴는 (덜 심각할 경우) 경기후퇴 또는 (더 심각할 경우) 공황이라고 불리는 경제 위축을 초래한다. 그러한 위축에 대응하여 어떤 경제 정책을 따라야 하는지는 정치 경제학의 뜨거운 논쟁거리이자 오랜 주제이다.

### 심리학

#### 더 큰 바보 이론
더 큰 바보 이론은 버블이 과대평가된 자산을 다른 투기꾼들(더 큰 바보)에게 훨씬 더 높은 가격에 팔 것을 기대하며 매수하는 끊임없이 낙관적인 시장 참여자(바보)의 행동에 의해 주도된다고 주장한다. 이 설명에 따르면, 바보들이 과대평가된 자산을 매수할 더 큰 바보를 찾을 수 있는 한 버블은 계속된다. 버블은 더 큰 바보가 과대평가된 자산에 최고 가격을 지불하고 더 이상 더 높은 가격에 팔 구매자를 찾을 수 없을 때만 끝난다. 이 이론은 일반 대중 사이에서 인기가 있지만 아직 실증 연구를 통해 완전히 확인되지는 않았다.

#### 보외법
"버블"이라는 용어는 어떤 합리적인 미래 결과로도 정당화될 수 없는 가격을 의미해야 한다.
보외법은 과거 데이터를 동일한 기준으로 미래로 투영하는 것이다. 만약 과거에 가격이 특정 비율로 상승했다면, 미래에도 그 비율로 계속 상승할 것이라는 논리이다. 주장하는 바는 투자자들이 특정 자산에 대한 과거의 비정상적인 투자 수익률을 미래로 외삽하여, 동일한 수익률을 계속 얻기 위해 위험한 자산에 과도하게 입찰하는 경향이 있다는 것이다.
특정 자산에 대한 과도한 입찰은 어느 시점에서 투자자들에게 비경제적인 수익률을 초래할 것이다. 그 때에야 비로소 자산 가격 디플레이션이 시작될 것이다. 투자자들이 위험한 자산을 보유하는 것에 대해 더 이상 충분한 보상을 받지 못한다고 느낄 때, 그들은 투자에 대해 더 높은 수익률을 요구하기 시작할 것이다.

#### 군집 행동
행동경제학에서 사용되는 또 다른 관련 설명은 무리 행동에 있다. 즉, 투자자들이 시장 추세 방향으로 매수 또는 매도하는 경향이 있다는 사실이다. 이는 때때로 그러한 추세를 정확히 감지하고 따르려는 기술적 분석에 의해 도움을 받아 자기실현적 예언을 만들어낸다.
주식 상호 펀드 매니저와 같은 투자 매니저들은 동료 대비 성과에 따라 보상을 받고 유지된다. 버블이 형성되는 동안 보수적이거나 역발상적인 입장을 취하면 동료에 비해 불리한 성과를 초래한다. 이는 고객이 다른 곳으로 가도록 유도하고 투자 매니저 자신의 고용이나 보상에 영향을 미칠 수 있다. 미국 주식 시장의 일반적인 단기적 초점은 버블 형성 단계에 참여하지 않는 투자 매니저, 특히 장기간에 걸쳐 형성되는 버블에 대해 위험을 악화시킨다. 고객을 위한 수익을 극대화하고 고용을 유지하기 위해, 그들은 자신이 형성되고 있다고 믿는 버블에 합리적으로 참여할 수 있다. 왜냐하면 그렇게 하는 단기적인 이점이 장기적인 위험보다 클 가능성이 높기 때문이다.

#### 도덕적 해이
도덕적 해이는 위험으로부터 격리된 당사자가 위험에 완전히 노출되었을 때와는 다르게 행동할 가능성이다. 자신의 행동 결과에 대해 책임이 있다는 개인의 믿음은 합리적인 행동의 필수적인 측면이다. 투자자는 투자 수익 가능성과 손실 위험 사이에서 균형을 맞춰야 한다(위험-수익 관계). 도덕적 해이는 이 관계가 방해받을 때 발생할 수 있으며, 종종 정부 정책을 통해 발생한다.
최근의 예시는 조지 W. 부시 미국 대통령이 2008년 10월 3일 서명한 부실자산 구제 프로그램(TARP)으로, 2005년 디 이코노미스트 기사 "전 세계 주택 가격 상승은 역사상 가장 큰 버블이다"에서 비난받았던 주택 호황기 동안 고위험 금융 상품에 투기했던 많은 금융 및 비금융 기관에 정부 구제금융을 제공했다. 역사적 예시는 1637년 대규모 튤립파동 당시 네덜란드 의회의 개입이었다.
위험으로부터의 인지된 절연의 다른 원인은 국가 개입이나 시장 규제로부터가 아니라 다른 참여자에 비해 특정 기업의 시장 지배력에서 파생될 수 있다. 매우 큰 보유 자산과 자본 준비금을 가진 기업 또는 여러 대기업이 협력하여(카르텔, 과점, 담합 참조) 특정 자산에 막대한 투자를 함으로써 시장 버블을 조장하여 해당 자산의 가격을 상승시킬 수 있다. 대기업 또는 담합하는 기업 그룹의 신호 발신력 때문에, 해당 기업의 소규모 경쟁사들은 가격 상승으로 인해 유사하게 자산에 투자하며 뒤따를 것이다.
그러나 버블을 조장하는 당사자와 관련하여, 이러한 소규모 경쟁사들은 자산 가격의 유사하게 빠른 하락을 견딜 만큼 충분히 레버리지되어 있지 않다. 대기업, 카르텔 또는 사실상의 담합 단체가 거래되는 자산 가격이 최대 정점에 도달했다고 인지하면, 이 자산의 보유분을 시장에 빠르게 매도하거나 "덤핑"하여 가격 하락을 촉발하여 경쟁사들을 파산, 부도 또는 압류로 몰아넣을 수 있다.
버블을 조장한 당사자(의도적으로 가격 하락을 견디기 위해 레버리지를 조정한)는 실패하거나 가치가 하락한 경쟁사들의 자본을 저렴한 가격에 인수하고 더 큰 시장 점유율을 확보할 수 있다 (예: 합병 또는 인수를 통해 지배 기업의 유통망을 확장). 만약 버블을 조장하는 당사자가 대출 기관이라면, 대출자들의 레버리지 위치에 대한 지식과 그들의 주식 보유에 대한 공개 정보를 결합하여 전략적으로 그들을 보호하거나 채무 불이행에 노출시킬 수 있다.

### 기타
일부 사람들은 버블을 인플레이션과 관련이 있다고 보며, 따라서 인플레이션의 원인이 버블의 원인이기도 하다고 믿는다. 다른 사람들은 자산에는 "근본 가치"가 있다고 보고, 버블은 그 근본 가치를 넘어선 상승을 나타내며, 결국 그 근본 가치로 돌아와야 한다고 본다.
경제적 요인의 소통에 기반한 시장의 특정 "임계" 상태에서 버블이 발생한다고 주장하는 혼돈 이론이 있다. 마지막으로, 다른 사람들은 버블을 근본적인 "펀더멘털"에 기반한 엄격한 기본적 분석에 의존하지 않고 단순히 최근 과거의 수익률에만 기초하여 자산 가치를 비합리적으로 평가하는 필연적인 결과로 본다.

## 단계
경제학자 찰스 P. 킨들버거에 따르면, 투기 버블의 기본 구조는 다섯 단계로 나눌 수 있다.
- 변위(Displacement): 거시경제 시스템에 충분한 외부 충격이 발생하여 새로운 이익 기회를 창출한다.
- 붐(Boom): 자산 가격 상승과 투기적 투자(미래에 더 높은 가격으로 팔아 이익을 얻으려는 유일한 목적으로 지금 구매).
- 행복감(Euphoria): 투기적 투자의 대중화와 실제 합리적 가치 대상과의 분리.
- 금융 곤경(Financial distress): 가격이 정체되기 시작하고, 투자자들은 부채를 갚기 위해 매도를 고려하기 시작한다.
- 혐오(Revulsion): 투자자들이 먼저 매도하기 위해 경쟁하면서 가격이 폭락하고, 패닉이 확산되고 스스로 피드백된다.

### 식별

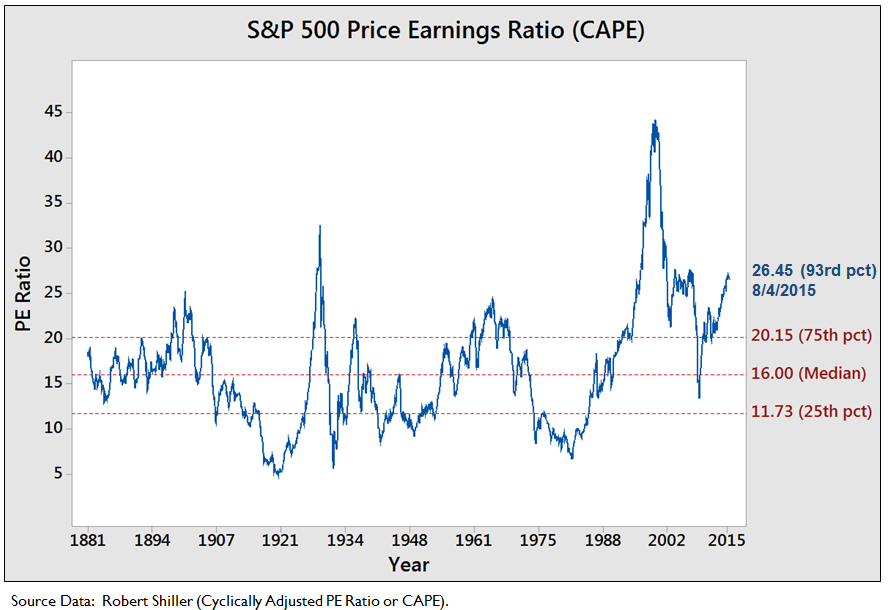
경제학자 로버트 쉴러의 웹사이트 데이터 기준 2015년 8월 4일 CAPE. 26.45는 93번째 백분위수였으며, 이는 투자자들이 전체 주식에 대해 수익 대비 93%의 시간 동안 더 적은 비용을 지불했다는 것을 의미한다.

경제 또는 자산 가격 버블은 다음 중 하나 이상으로 특징지어지는 경우가 많다.
1. 단일 지표 또는 지표 간 관계(예: 비율)가 과거 수준에 비해 비정상적으로 변화한다. 예를 들어, 2000년대 주택 버블에서는 주택 가격이 소득에 비해 비정상적으로 높았다.[38] 주식의 경우 주가수익비율은 기업 수익 대비 주가를 측정하며, 높은 수치는 투자자들이 수익 1달러당 더 많은 비용을 지불하고 있음을 나타낸다.[39]
2. 주식을 증거금으로 구매하거나 주택을 낮은 계약금으로 구매하는 등 자산 구매에 부채(레버리지)를 과도하게 사용하는 경우.
3. 신용 등급이 낮은 차입자(예: 서브프라임 차입자)에게 대출을 발행하고 변동 금리 모기지 및 "이자만" 대출과 결합하는 등 고위험 대출 및 차입 행위.
4. 차입자의 상환 능력보다는 예상되는 미래 가격 상승에 근거하여 차입, 대출 및 구매 결정을 합리화하는 경우.[40]
5. "이번엔 달라" 또는 "주택 가격은 오르기만 한다"와 같이 점점 더 약한 주장을 통해 자산 가격을 합리화하는 경우.
6. 해당 자산과 관련된 마케팅 또는 언론 보도가 많은 경우.[22]
7. 한 경제 주체의 나쁜 행동의 결과가 다른 주체에게 전가되는 인센티브. 예를 들어, 모기지를 매각하거나 유동화할 수 있기 때문에 상환 능력이 제한된 사람들에게 모기지를 발행하는 것은 그 결과가 발행자에서 투자자에게로 넘어가는 것을 의미한다.
8. 국제 무역(경상수지 ) 불균형으로 인해 저축이 투자보다 많아져 국가 간 자본 흐름의 변동성이 증가하는 경우. 예를 들어, 아시아에서 미국으로의 저축 흐름은 2000년대 주택 버블의 원동력 중 하나였다.[41]
9. 낮은 이자율 환경으로, 이는 대출과 차입을 장려한다.[42]

## 주목할 만한 자산 버블

### 상품

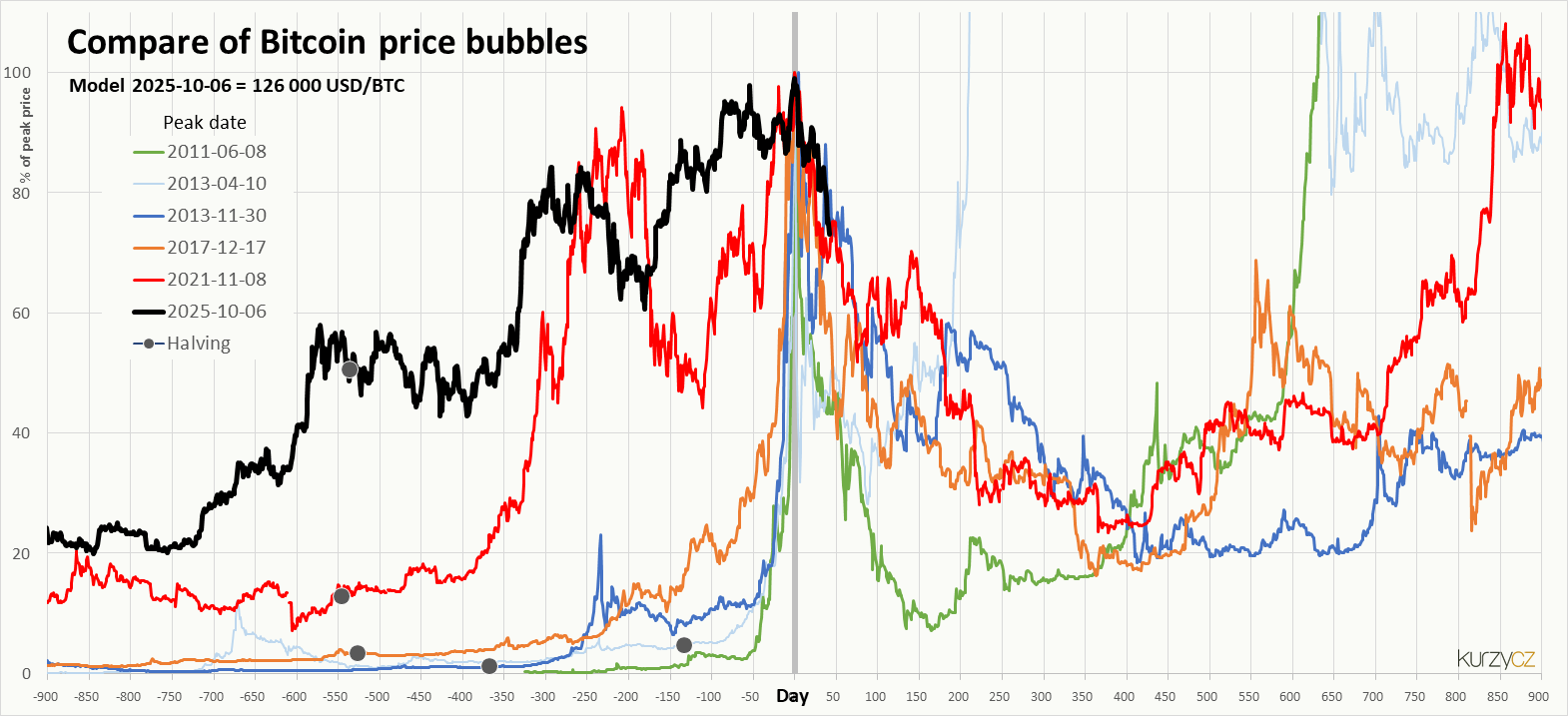
비트코인 가격 상승/하락 2011, 2013

- 튤립파동 (네덜란드) (1634–1637)
- 만화책 투기 버블 (1985–1993)
- 은 목요일 (1980년 3월 27일)
- 2007년 우라늄 버블
- 암호화폐 버블 (2016–2017, 2021–현재)

### 주식

#### 비상장 증권
- 남해회사 (영국) (1720)
- 미시시피 회사 (프랑스) (1720)

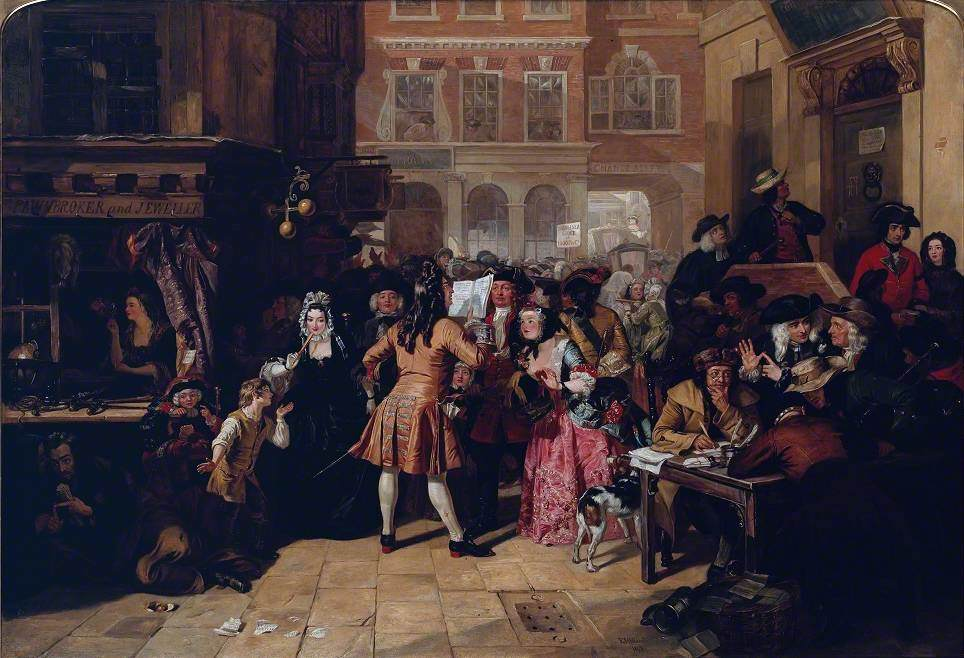
에드워드 매튜 워드의 남해회사 버블, 1847

- 운하 광풍 (영국) (1790년대–1810년대)
- 철도 광풍 (영국) (1840년대)

#### 상장 증권
- 광란의 20년대 주식 시장 버블 (미국) (1921–1929)
- 포세이돈 버블 (오스트레일리아) (1969–1970)
- 2007년 중국 주식 버블 (2003–2007)
- 닷컴 버블 (미국) (1996–2000)

### 부동산
- 플로리다 건축 버블 (미국) (1922–1926)
- 2000년대 부동산 버블:
  - 오스트레일리아 부동산 버블
  - 아일랜드 부동산 버블
  - 뉴질랜드 부동산 버블
  - 스페인 부동산 버블
  - 루마니아 부동산 버블
  - 미국 주택 버블 (미국) (2002–2006)

### 채무
- 기업 부채 버블 (2010–)

### 다중 자산/광범위
- 일본의 거품 경제 (1986–1991)
- 1997년 아시아 금융 위기 (1997)
- 에브리싱 버블 (2020–2021)

## 자산 버블 이후 주목할 만한 기간
- 1837년 공황
- 대공황 (1929–1934)
- 잃어버린 10년 (일본) (1990–2013)
- 2000년대 초반 경기침체 (2002–2003)
- 대침체 (2008–2012)

## 같이 보기
- 대공황
- 잃어버린 10년 (일본)
- 서브프라임 모기지 사태
- 튤립 파동
- 남해 거품 사건
- 버블 세대